# Filstich–Plecker-ház
A Filstich–Plecker-ház Brassó főterének délnyugati részén, az úgynevezett Kádársoron elhelyezkedő, két lakóházból álló épületegyüttes. Délen a Honterus-udvar határolja, északi oldalán a Benkner-házzal szomszédos. Történetük nagyban eltér, csak a 20. század közepén építették egybe őket, és azóta kezelik egyetlen épületként. A romániai műemlékek jegyzékében a BV-II-m-A-11576 sorszámon szerepel.

## Története
A középkorban egy Szent Lőrincnek szentelt kápolna állt ezen a helyen.
A házak a 16. századból származnak. A dél felőli a Filstich patriciuscsalád tulajdona volt, a legrégebbi nyilvántartások Stefan Filstich (1565–1644) aranyművest jegyzik fel, kinek idejében a ház értékét 2200 forintra becsülték. A kétszintes épület sarkán egy torony volt, mely szimmetrikussá tette a Kádársor másik végén elhelyezkedő Benkner-házzal. Fia, Michael Filstich városkapitány, majd az 1688-as felkelés alatt városbíró volt. Michael fia több éven keresztül szintén városbíróként szolgált, unokája pedig a Honterus-gimnázium rektoraként. A 19. század elején a ház tulajdonosa a Clompe-család volt.
A szomszédos, északi ház tulajdonosa, a Plecker von Pleckersfeld család három épületet is birtokolt a Főtéren. 1827-ben Dr. Johann Friedrich Plecker (1780–1850) városi orvos megvásárolta a Clompe (Filstich) házat (értékét ekkor 16 000 forintra becsülték), és reneszánsz stílusban újjáépítette.
A Filstich-házban működött 1835–1841 között a Román Kaszinó, 1843–1948 között pedig a Hesshaimer kereskedőcsalád Zum weißen Löwen (Fehér oroszlánhoz) cége és üzlete. 1894-ben az evangélikus egyházközség vásárolta meg. A szomszédos Plecker-házban volt 1886–1948 között a nagyszebeni Albina Bank brassói fiókjának székhelye. 1948-ban a hatalomra kerülő kommunisták államosították az épületeket, az 1950-es években a két ház közötti válaszfalakat elbontották, a homlokzatot átépítették, a földszinti helyiségekben rendezték be a Carpați üzletet, az emeleteken irodákat és munkáslakásokat alakítottak ki. Az 1980-as években visszaállították az eredeti homlokzatot. 1989-ben egyes helyiségek felszabadultak, és az Árvaház utcából a Filstich-házba költözött az evangélikus egyházkerületi tanács (Bezirkskonsistorium).

## Leírása
A dél felőli épület kétszintes, Főtér felőli homlokzata öt tengelyes és közel 20 méter hosszú, a Honterus-udvar felőli, Fekete templommal párhuzamos oldal 60 méter hosszú. A déli falból nyíló bejáraton keresztül egy hosszú, keskeny udvarba lehet belépni. Az észak felőli épület háromszintes, homlokzata kilenc tengelyes.
A 21. század elején az épület bankoknak, egyesületeknek, üzleteknek, lakásoknak ad otthont. Itt működik az Aldus Manutius nevét viselő Aldus kiadó könyvesboltja, mely főleg Brassó-témájú könyveket ad ki, többek között Gernot Nussbächer műveit.